# Le doie pizzelle
Le doie pizzelle, in italiano Le due pizzette o a volte Le due pizzelle, è una fiaba di Giambattista Basile; è la fiaba numero sette della quarta giornata del Pentamerone. Questa è una fiaba che ha molti punti in comune con la fiaba Le fate di Charles Perrault e a Le tre fate.

## Trama
Luceta e Troccola sono due sorelle. Luceta ha una figlia buona e bella di nome Marziella, mentre Troccola ha una figlia sgradevole di nome Puccia. Un giorno Marziella va a prendere l'acqua e mentre è alla fontana una vecchia le chiede di darle la pizzetta che la mamma le ha preparato per avere qualcosa da mangiare lungo la strada. Marziella gliela offre volentieri e la vecchia la benedice con la capacità di far cadere fiori mentre respira, perle mentre si pettina e far fiorire dove cammina.
La mattina dopo Marziella si pettina e trova le perle, così Luceta ne va a vendere un po'. Troccola passa a trovarle e trova solo Marchetta che sistema altre perle e le racconta ingenuamente la verità. Troccola allora manda Puccia alla stessa fontana dandole una pizzetta, ma quando la vecchia si avvicina e chiede la pizzetta, Puccia si rifiuta e se la mangia davanti a lei. La vecchia allora la maledice ad essere bavosa, ad avere pidocchi che le rotolano dai capelli quando si pettina e a far nascere erbacce mentre cammina.
Nel frattempo Ciommo, fratello di Marziella, è al servizio di un re e dichiara a corte che non c'è bellezza pari a quella di sua sorella, così il re vuole conoscerla. Ciommo scrive alla mamma ma Luceta è malata e non può accompagnare Marziella a corte. Luceta affida Marziella a Troccola perché la accompagni e partono in nave portando anche Puccia. Durante la notte Troccola getta Marziella in mare, ma la ragazza viene salvata da una sirena. Troccola arriva a corte e presenta Puccia come Marziella. Il re pensa che sia uno scherzo, le caccia via e mette Ciommo a fare il guardiano di oche.
Ciommo porta le oche sulla spiaggia e passa il giorno a piangere il suo destino in un capanno, mentre Marziella esce dal mare e ingrassa le oche con pasta reale e acqua di rose. Le oche ogni sera cantano di quanto è bella la ragazza che le fa mangiare, e il re sente questa canzone dal palazzo. Il re vuole saperne di più e un giorno scopre Marziella che sfama le oche. Ciommo riconosce la sorella e lei racconta cosa le ha fatto Troccola, ma adesso è prigioniera di una maga che ogni sera la riporta in mare tirandola con la catena d'oro che ha alla caviglia. Il giorno dopo il re e Ciommo segano la catena che tiene Marziella e vengono celebrate le nozze tra lei e il re. Troccola viene bruciata, Puccia è costretta a mendicare per il mondo, mentre Luceta e Ciommo vivono ricchi.